# Lepthyphantes opilio
Lepthyphantes opilio là một loài nhện trong họ Linyphiidae.
Loài này thuộc chi Lepthyphantes. Lepthyphantes opilio được Eugène Simon miêu tả năm 1929.